# 理查德·周
理查德·周（英語：Richard Franklin Chew，1940年6月28日—），是美国电影剪辑师、制片人、摄影师，最出名的是他获奥斯卡奖的作品《星際大戰四部曲：曙光乍現》（1977年）。其他著名影片包括飞越疯人院（1975）、高风险业务（1983年）、等待呼气（1995）、这件事情你做的！ （1996年）、我是山姆（2001年）。他的职业生涯超过四十年。